# Zedenroman
Een zedenroman is een romantype waarin de schrijver in de eerste plaats een beeld wil schetsen van de gebruiken, waarden en zeden van een bepaalde sociale groep. Bij deze soort romans zijn plot en intrige van secundair belang. De auteur kiest voor zijn 'zedenschildering' een groep mensen uit een bepaalde tijd en een specifiek milieu en tracht die door rake observaties te karakteriseren. 
Reeds in 1666 verscheen Le Roman bourgeois van Antoine Furetière over het leven van de Parijse burgerij. Een andere vroege zedenroman is Manon Lescaut uit 1731 van Antoine François Prévost. Pas in de 19e eeuw zou dit subgenre van de roman echt doorbreken met werken als Honoré de Balzacs La Comédie humaine in Frankrijk en William Makepeace Thackeray's Vanity Fair in Engeland. Zedenromans uit het Nederlandse taalgebied zijn bijvoorbeeld Armoede (1909) van de Nederlandse schrijfster Ina Boudier-Bakker en Het duistere bloed (1930) van de Vlaamse schrijver Lode Zielens. 